# Ebersbach an der Fils
Ebersbach an der Fils är en kommun och ort i Landkreis Göppingen i regionen Stuttgart i Regierungsbezirk Stuttgart i förbundslandet Baden-Württemberg i Tyskland.
Kommunen ingår i kommunalförbundet Ebersbach an der Fils tillsammans med kommunen Schlierbach.